# Луценко, Евгений Григорьевич
Евге́ний Григо́рьевич Луце́нко (родился 25 февраля 1953 года в селе Грачёвка Грачёвского района Ставропольского края) — российский политик, товаровед и юрист.
В 1996 году Евгений Луценко окончил Белгородский кооперативный институт по специальности «Товароведение и экспертиза товаров», в 1999 году получил второе высшее образование в Белгородском университете потребительской кооперации по специальности «Юриспруденция». В 2003 году Евгению Луценко были присвоены правительственные награды — медали: «200 лет основания курортного региона РОР КМВ», «За заслуги перед Ставропольским краем», «Золотые руки». Луценко — генеральный директор СП ООО «Трансленд». Женат, воспитывает трёх дочерей. Является председателем Ставропольской городской Думы, членом постоянной контрольной комиссии Думы. Член Всероссийской политической партии «Единая Россия». Был исполняющим обязанности мэра города Ставрополя в 2008 году после побега мэра города Дмитрия Кузьмина. В дальнейшем снял с себя полномочия мэра в пользу Николая Пальцева.